# A5503SA
A5503SA（えーごーごーぜろさんえすえー）は、三洋電機（現 京セラSANYOブランド）製のau（KDDI・沖縄セルラー電話）のCDMA 1X携帯電話端末である。

## 概要
業界初となるFMラジオを搭載した端末で、FMラジオを聞きながらメールやEZweb、EZアプリなどを利用できる。
また、サブディスプレイには方向キーが搭載されており、端末を閉じた状態でメールやFMラジオ、ブラウジングなどの操作が出来る。
なお、A5503SA以降の三洋製端末はこの機種のデザインがベースとなっている。
2004年6月には新色としてフェアリーオレンジとピクシーグリーンの2色が追加された。

## 沿革
- 2003年7月23日　 テレコムエンジニアリングセンター(TELEC)による技術基準適合証明（技術基準適合証明番号001XZAA3001561～3001565）
- 2003年7月29日　 TELECによる技術基準適合証明（技術基準適合証明番号001XZAA3001566～3001605）
- 2003年8月1日　　TELECによる技術基準適合証明（技術基準適合証明番号001XZAA3001606～3001645）
- 2003年8月4日　  TELECによる技術基準適合証明の工事設計認証（工事設計認証番号001XZAA1072）
- 2003年10月3日　 電気通信端末機器審査協会による技術基準適合認定の設計認証（設計認証番号A03-0569JP）
- 2003年10月6日　 KDDIより発表
- 2003年12月12日　発売開始
- 2004年6月3日　　新色追加